# La Bataille (roman de Rambaud)
Pour les articles homonymes, voir Bataille (homonymie).
Ne doit pas être confondu avec La Bataille (roman de Farrère).
La Bataille est un roman de Patrick Rambaud paru le 27 août 1997 qui a obtenu le Grand prix du roman de l'Académie française et le prix Goncourt la même année.

## Résumé
Le livre retrace la bataille d'Essling, les 21 et 22 mai 1809. En mai 1809, près de Vienne, les armées de Napoléon attaquent les Autrichiens après avoir traversé le Danube sur leur pont de fortune. Ils sont obligés de se replier sur l'île Lobau. Les ponts sont détruits. Le maréchal Lannes est tué. Il s'agit d'un moment critique pour l'armée française, soumise aux canonnades autrichiennes. La passerelle sera bientôt rétablie, et avec de nouveaux renforts, Napoléon prévoit d'attaquer l'archiduc Charles d'Autriche en juillet dans la plaine de Wagram où il a installé ses troupes.
Le roman, tout en ajoutant quelques personnages secondaires de fiction, fourmille de personnages historiques plus ou moins connus : entre autres par exemple Stendhal, le médecin Dominique-Jean Larrey, les maréchaux Louis-Alexandre Berthier et André Masséna. Les intrigues secondaires s'entrecroisent avec l'histoire de la bataille, avec un très grand respect du détail[réf. nécessaire], conséquence d'un travail historique très sérieux[réf. nécessaire] de Patrick Rambaud.

## Éditions
- Éditions Grasset, 1997  (ISBN 9782246527213)[2].
- Le Livre de poche, 1999  (ISBN 9782253146469)[3].
- Éditions Feryane, 2000  (ISBN 978-2840112341) (édition en gros caractères)
- Lu par Jean-Francis Maurel, éditions Brumes de Mars, 2009  (ISBN 978-2915169133)
- La Bataille est édité depuis 2012 sous forme de bande dessinée (trois albums, parus en mars 2012, mars 2013 et mars 2014)
  - Tome 1 : La Bataille, Ivan Gil (dessin), Frédéric Richaud et Patrick Rambaud (scénario), éditions Dupuis, 2012  (ISBN 9782800151526)
  - Tome 2 : La Bataille, Ivan Gil (dessin), Frédéric Richaud et Patrick Rambaud (scénario), éditions Dupuis, 2013  (ISBN 9782800155081)
  - Tome 3 : La Bataille, Ivan Gil (dessin), Frédéric Richaud et Patrick Rambaud (scénario), éditions Dupuis, 2014  (ISBN 9782800155340)